# Birth Control
Birth Control er en amerikansk dokumentarfilm fra 1917.